# Northern Province (Sierra Leone)
Die Northern Province (deutsch Nördliche Provinz) liegt im Nordosten des westafrikanischen Staates Sierra Leone. Sie hat mit Stand 2021 1.316.831 Einwohner.
Die Northern Province umfasst seit Mitte 2017 vier (zuvor fünf) Distrikte Bombali, Falaba, Koinadugu und Tonkolili und untergliedert sich in zahlreiche Chiefdoms. Zu gleicher Zeit wurde die Provinz flächenmäßig durch Abspaltung der Provinz North West deutlich kleiner.
Provinzhauptstadt ist Makeni, die zugleich Hauptstadt des Bombali-Distrikts ist.

## Geografie
Die Northern Province wird von Hügeln, Bergen und Wald sowie Feuchtgebieten dominiert. 
Eine der wichtigsten Touristenattraktionen im Norden ist der Outamba-Kilimi-Nationalpark. Der Park ist eine der bekanntesten und am häufigsten besuchten Plätze in Sierra Leone. Der Park befindet sich nordöstlich von Kamakwie.

## Politik
Die Region ist eine politische Hochburg des All People’s Congress (APC). Der APC kontrolliert derzeit (Stand August 2022) alle gewählten Sitze.